# 金輪継

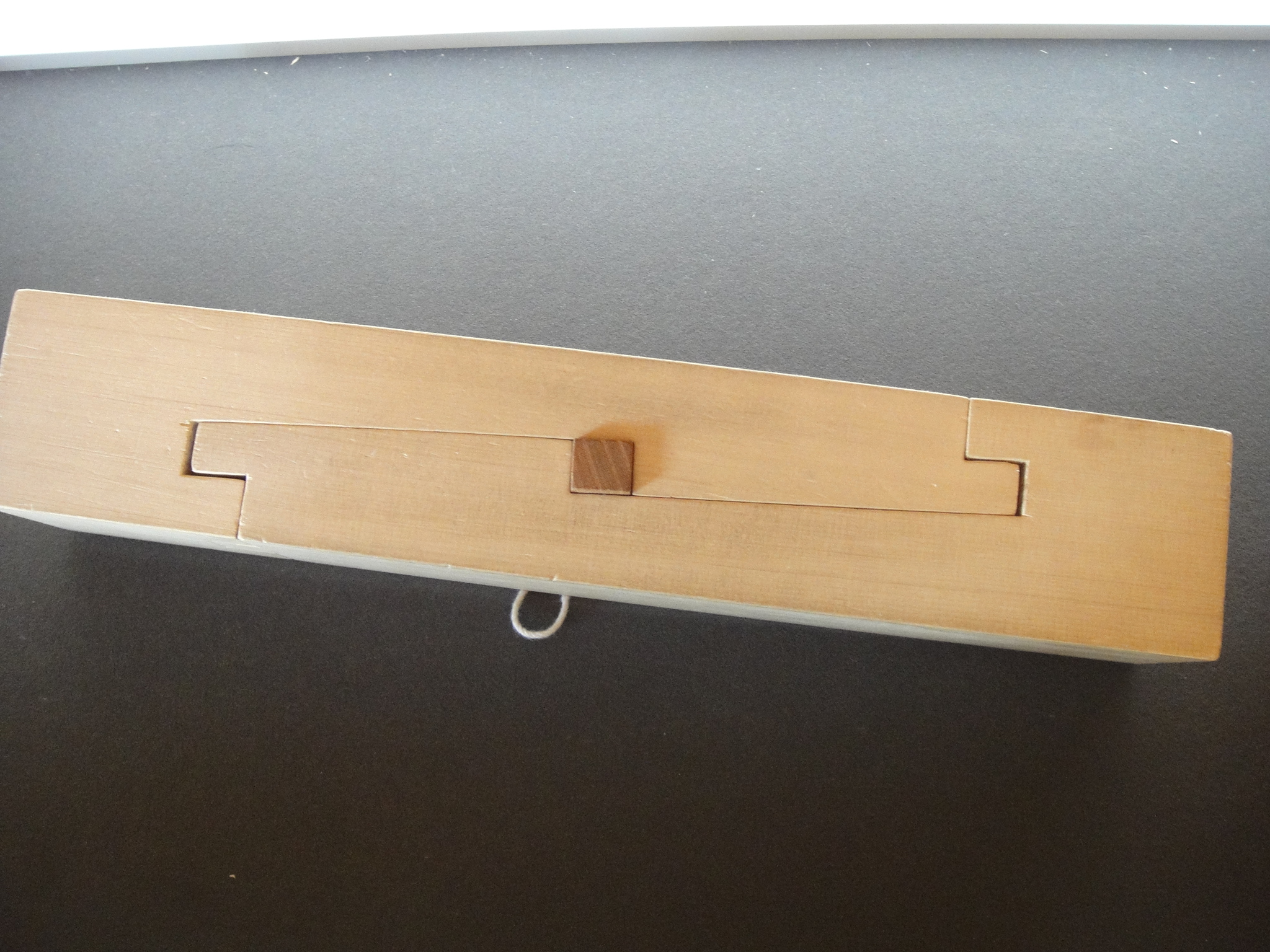
金輪継で接合された木材（継ぎ手上面から）

金輪継（かなわつぎ）とは、木造建築における継手のひとつ。同形の両部材の口にＴ字形の目違いをつけて組み合わせ、栓を差して固定する。伝統的継手の中でも強固なもののひとつで、あらゆる方向に強度が得られるため、柱や梁、桁をつなぐために用いられる。ただし合板・釘・ボルトを用いた補強方法や接着剤を用いた近代的方法に比べると曲げ性能に劣る。

## 金輪継
- 金輪継ぎ